# أحمد حجي (لاعب كرة قدم)
أحمد حجي (بالإنجليزية: Ahmad Hajji) (ولد في 11 فبراير 1972) هو لاعب كرة قدم كويتي. شارك في البطولة الرجالية في الألعاب الأولمبية الصيفية 1992.